# Нікарагуанська кордоба
Нікарагуа́нська ко́рдова або кордоба — грошова одиниця Нікарагуа.
Золота кордоба дорівнює 100 сентаво.

## Історія
Вперше валюту було введено 20 березня 1912 року на заміну песо за курсом 12.5 песо = 1 кордоба; це тоді дорівнювало долару США. Названо на честь засновника Нікарагуа — Франсиско Ернандес де Кордоба.
15 лютого 1988 року було започатковано другу кордобу, яка дорівнювала тисячі попередніх. 30 квітня 1991 року з'явилася третя кордоба, яка також називалася золотою ісп. córdoba oro, що складалася з 5 000 000 других. Станом на 17 вересня 2009 року 20,555 кордоби складають долар США.

## Монети

### Перша кордоба
При введенні валюти в 1912 року були монети в 0.5, 1, 5, 10, 25 та 50 сентаво і 1 кордоба. Перші дві виготовлялися з бронзи, 5 сентаво — з міді та нікелю, інші — зі срібла. 1 кордоба випускалася лише в 1912 році, 0.5 сентаво ж — до 1937.
В 1939 році, мідь та нікель замінили срібло в монетах вартістю 10, 25 і 50 сентаво. У 1943-му році випускалися бронзові 1, 5, 10 та 25 сентаво. На цьому випуск 1 сентаво закінчився. У 1972 році було започатковано мідно-нікелеву монету в 1 кордобу, у 1974-му — алюмінієві 5 і 10.
Нові серія монет з портретом Аугусто Сесара Сандіно була випущена у 1981. Вона складалася з алюмінієвих 5 і 10 сентаво, 25 сентаво зі сталі з нікелевим покриттям і мідно-нікелевих 50 сентаво, а також 1 і 5 кордоб. У 1983–1984 роках сталь, покрита нікелем замінив мідно-нікелевий сплав. Останні монети для першої кордоби були випущені 1987 року, що вирізнялися зображенням характерного капелюха Сандіно. Було випущено 5, 10 і 25 сентаво, виготовлені з алюмінію, 50 сентаво, 1 і 5 кордоб із алюмінію та бронзи, разом з алюмінієвою монетою в 500 кордоб.

### Друга кордоба
Для цієї валюти монети не випускалися.

### Третя (золота) кордоба
1994 року випускалися монети вартістю 5, 10, 25 та 50 сентаво. Всі вони були зі сталі, покритої хромом. У 1997-му було введено монети в 50 сентаво, 1 та 5 кордоб зі сталі з нікелевим покриттям,  з 2002- го  — сталеві 5 сентаво з мідним покриттям та 10 і 25 з бронзовим, а 2007 року випущено монету в 10 кордоб, теж з бронзовим покриттям.
На всіх сучасних монетах є державний герб з одного боку та вартість монети з іншого.У грошовому обігу знаходяться:банкноти 1000, 500, 200, 100, 50, 20 і 10 золотих кордоб, та монети в 10, 5 і 1 золотих  кордоб і  50, 25, 10 і 5 сентаво.